# ماساو اينو
ماساو اينو (باليابانية: 井上 正夫) هو مخرج وممثل ياباني، ولد في 15 يونيو 1881 بإهيمه في اليابان، وتوفي في 7 فبراير 1950.

## وصلات خارجية
- ماساو اينو على موقع IMDb (الإنجليزية)
- ماساو اينو على موقع روتن توميتوز (الإنجليزية)
- ماساو اينو على موقع قاعدة بيانات الفيلم (الإنجليزية)
- ماساو اينو على موقع كينوبويسك (الروسية)